# Pivovar Falkenštejn
Pivovar Falkenštejn byl založen v roce 2013 v Krásné Lípě, která je centrem Národního parku České Švýcarsko. 

## Historie

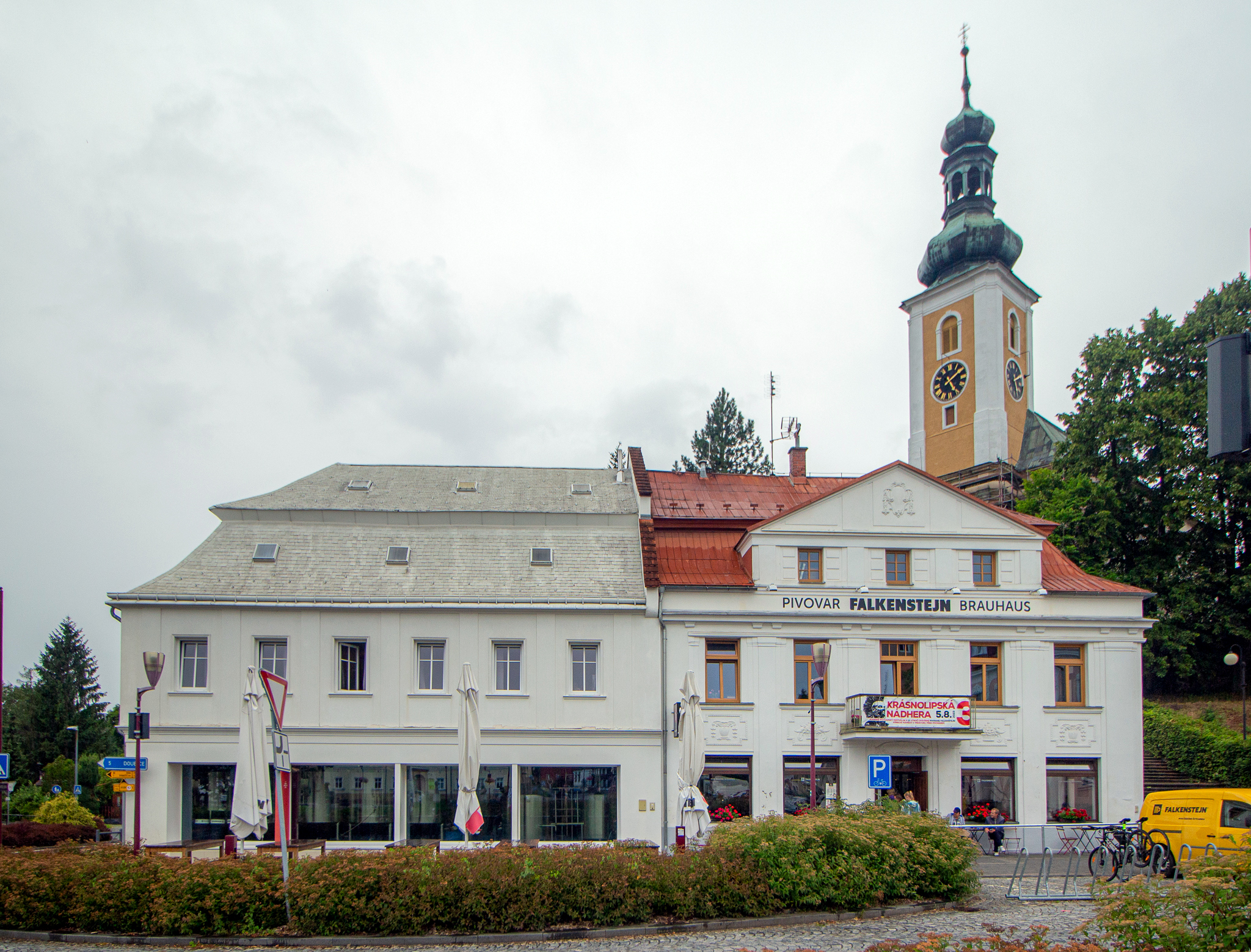
Budova Pivovaru na Křinickém náměstí v centru města

Starý krásnolipský pivovar založil ve 2. polovině 19. století (1878) německý sládek Cornelius Häuser pod názvem ''Brauerei Schönlinde'' (Pivovar Krásná Lípa) v době bouřlivého rozvoje města za průmyslové revoluce. Tento starý pivovar byl v 60. letech 20. století zbourán, a provoz tak v původním místě nemohl být obnoven.
K obnovení provozu došlo v roce 2013 (tehdy Křinického pivovaru) v budově někdejšího měšťanského domu přímo na Křinickém náměstí v centru města a v roce byl provoz rozšířen také do vedlejší budovy.

## Pivo Falkenštejn

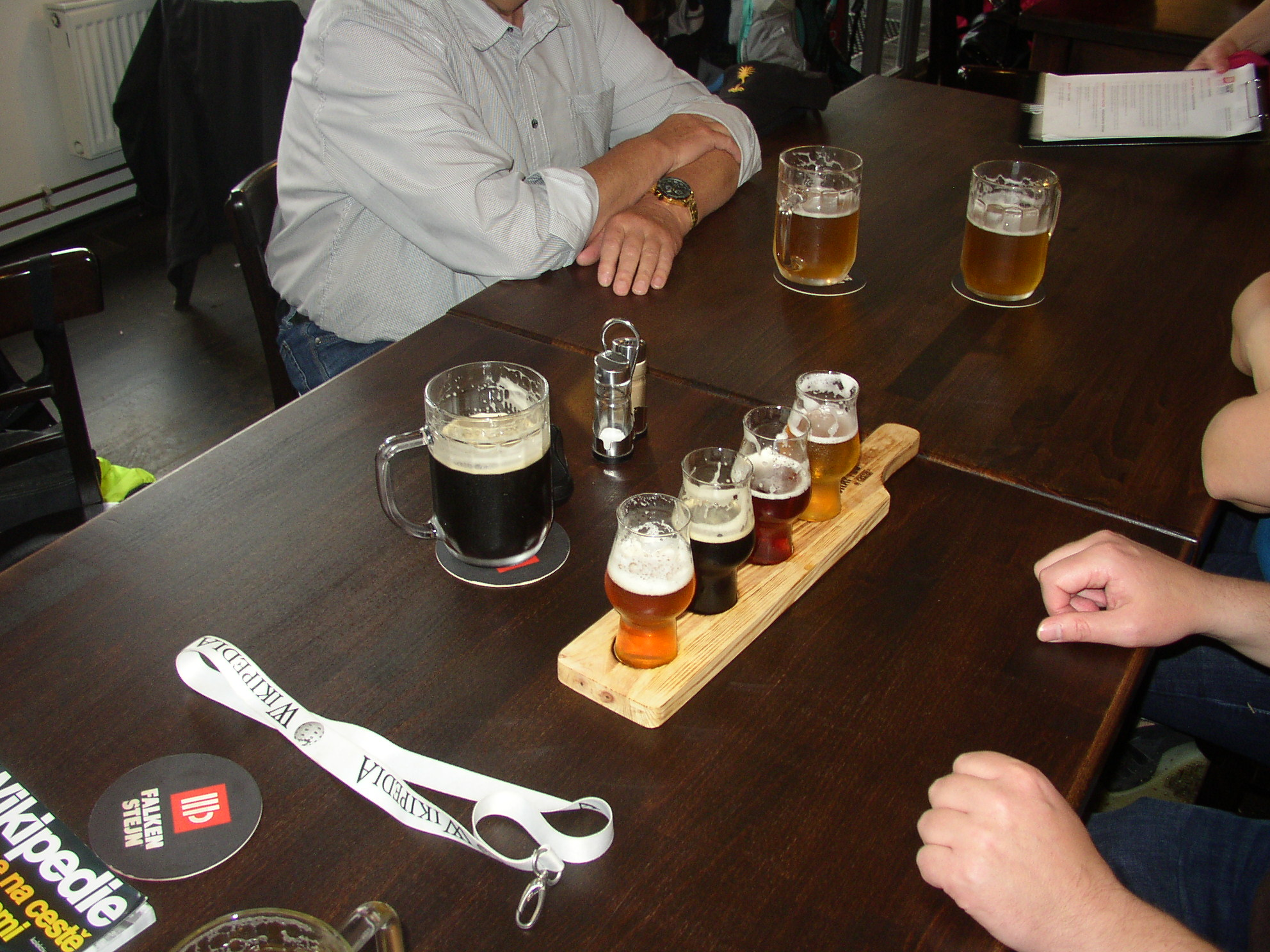
Vzorky piv Pivovaru Falkenštejn

Základní nabídka, která je vařena průběžně celý rok:
- Světlý ležák "Světák" – 11°, 4,5 % alkoholu, spodně kvašený, nefiltrovaný, nepasterovaný
- Polotmavý ležák Ostroff – 12°, 4,8 % alkoholu, spodně kvašený, nefiltrovaný, nepasterovaný
- Tmavý ležák – 14°, 5,5 % alkoholu, spodně kvašený, nefiltrovaný, nepasterovaný
- Řezaný ležák – 12°, 4,8 % alkoholu, spodně kvašený, nefiltrovaný, nepasterovaný
- American Pale Ale – 13°, 5,1 % alkoholu, svrchně kvašený, nefiltrovaný, nepasterovaný

### Speciály
Každý měsíc je k základní nabídce vařen jeden speciál:
- Svižnej Emil – 9°, 3,4 % alkoholu, svrchně kvašený
- Náhlá smrt – 22°, 8,5 % alkoholu, svrchně kvašený
- Zkouřená čarodějnice – 13°, 5,1 % alkoholu, spodně kvašený, nefiltrovaný, nepasterovaný
- Sváteční Bock – 16°, 6,5 % alkoholu, spodně kvašený, nefiltrovaný, nepasterovaný
- Rapl 5193 – 12°, 4,8 % alkoholu
- India Pale Ale – 14°, 6 % alkoholu
- Kanár (konopný) – 11°, 4,5 % alkoholu, s přídavkem konopí
- Svatá koza / Sváteční Bock – 16°, 6,8 % alkoholu, speciální spodně kvašený ze 4 druhů sladu
- Stodolecký lišák – 11°, 4,5 % alkoholu, polotmavý ležák spodně kvašený
- Desperát – 11°, 4,8 % alkoholu
- Tropická bouře – 14°, 6 % alkoholu
- Rudoch – 13°, 5,4 % alkoholu, svrchně kvašený amber ale
- Dittrich – 14°, 5,5 % alkoholu, tmavý spodně kvašený, nepasterizovaný, nefiltrovaný. Pojmenován po místním podnikateli Carlu Dittrichovi.